# Gottleuba
Die Gottleuba ist ein linker Nebenfluss der Elbe in Tschechien und Deutschland.

## Verlauf
Die Quellflüsse der Gottleuba, die im Kammgebiet des böhmischen Teils des Osterzgebirges, südlich des tschechischen Dorfes Schönwald (Krásný Les) entspringen und dieses nach Norden entwässern, sind:
- der östlichere Rybný potok (Fischbach), der auf ca. 680 Metern über Normalnull dieselbe Quelle wie der Mordgrundbach (tschech. Slatina) hat, mit den gleich langen Zuflüssen
  - Lisči potok (Fuchsenbach), Quelle: südlich von Schönwald
  - Větrovský potok, Quelle: bei der Wüstung Větrov (Streckenwald) bzw. im Forst Haberfeld[2]
- der westlichere Quellfluss, paradoxerweise Schönwalder Bach genannt, entspringt im Forst Haberfeld bei Rudolphsdorf und ist einige Kilometer lang Grenzbach.

Die Mündung des östlichsten und westlichsten Quellbachs erfolgt in Höhe der Grenzbrücke der Autobahn 17 über den Schönwalder Bach. Nach der Einmündung des Nasenbachs durchfließt die Gottleuba im Süden der Stadt Bad Gottleuba-Berggießhübel in einem Sohlental den Oelsengrund zwischen den Ortsteilen Oelsen und Breitenau. Oberhalb von Bad Gottleuba wird sie in der Talsperre Gottleuba (14 Mio. m³) gestaut. Im weiteren Verlauf durchfließt sie in einem v-förmigen Tal die Stadtkerne Bad Gottleubas und Berggießhübels. Zwischen Berggießhübel und Langenhennersdorf nimmt sie die Bahra auf und fließt weiter nach Norden Richtung Pirna, durch die Stadtteile Neundorf und Rottwerndorf. Die Gottleuba fließt westlich vom Stadtzentrum und nimmt dabei die Seidewitz auf, bis sie dann zwischen den beiden Elbbrücken in die Elbe mündet. Ursprünglich floss die Gottleuba durch das heutige Pirnaer Stadtzentrum zur Elbe. Der heutige Verlauf im Stadtgebiet sowie die Mündung wurde jedoch künstlich durch eine Verlegung des Flusses infolge des Stadtwachstums geschaffen.

## Hochwasser
Hochwasser lassen sich im Gottleubagebiet bis 1480 zurückverfolgen. Für die letzten 500 Jahre lassen sich über 50 Hochwasser belegen, unter denen die von 1897, 1927, 1957, 1958 und 2002 durch ihre Schwere besonders hervortraten.
- 1897: Zwischen dem 29. und 31. Juli fielen im Flussgebiet der Gottleuba nach einer Vb-Wetterlage 174 mm Niederschlag pro m². In Bad Gottleuba wurde ein Abfluss von 100 m³/s registriert. In Pirna wurde die komplette Innenstadt überflutet, zahlreiche Gebäude und eine Eisenbahnbrücke der Elbtalbahn wurden zerstört. Die Sachschäden wurden auf 1 Million Goldmark beziffert.[5]
- 1927: In der Nacht vom 8. zum 9. Juli 1927 war das Flussgebiet der Gottleuba von einer  der schwersten Hochwasserkatastrophen der jüngeren deutschen Vergangenheit betroffen. Nach einer Vb-Wetterlage fielen innerhalb weniger Stunden über 200 mm Niederschlag pro m², davon allein 100 mm innerhalb von 25 Minuten. Insgesamt gingen im Quellgebiet der Gottleuba 3,6 Mill. m³ Wasser nieder. Durch einen Verklausungsbruch ergoss sich über Berggießhübel eine mehrere Meter hohe Flutwelle mit einer geschätzten Abflussstärke von 400 m³/s, die allein hier 88 Menschen in den Tod riss und das Stadtzentrum weitgehend zerstörte. Im gesamten Gottleubatal kamen etwa 120 Menschen ums Leben. Das Tal war nach der Katastrophe weitgehend verwüstet, zahlreiche Gebäude und Brücken waren zerstört und die Trassen der Talstraße und der Gottleubatalbahn über weite Abschnitte aufs schwerste beschädigt.[6]

## Verkehrswege
Zwischen 1890 und 1976 verlief im Gottleubatal die Gottleubatalbahn bis Bad Gottleuba. Seit 2006 wird südlich von Pirna die 915 m lange Gottleubatalbrücke projektiert, welche Teil der Ortsumfahrung Pirna im Zuge der Bundesstraße 172b sein soll.

## Ehemalige Mühlen und Hammerwerke

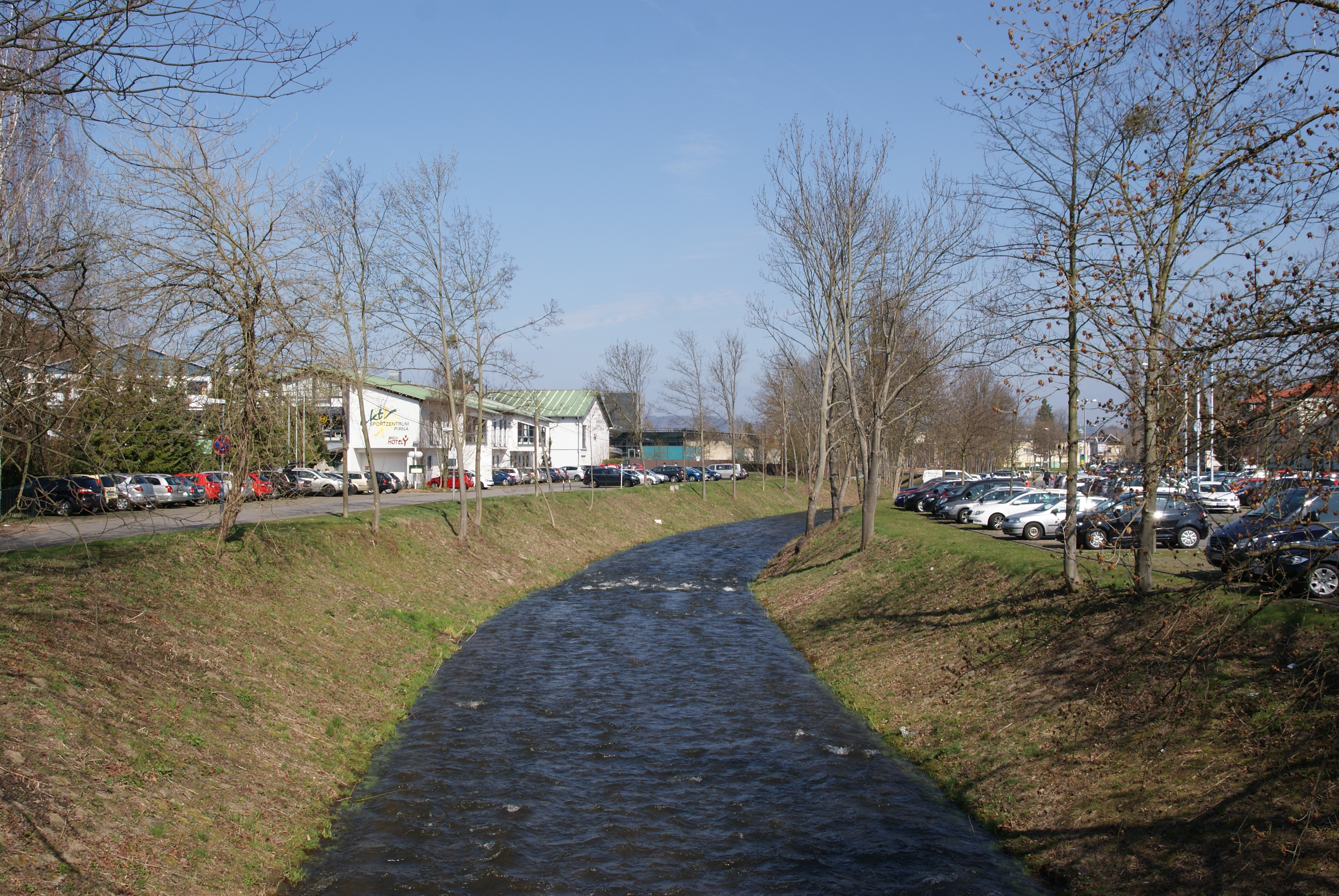
Der Fluss in der Pirnaer Südvorstadt

Viele Mühlen existieren nicht mehr, einige sind umgebaut und dienen anderen Zwecken:
- Hammer Kleinliebenau
- Köhlermühle Breitenau
- Meiselmühle Breitenau
- Hammer und Ebertmühle Oelsengrund
- Paustmühle oder Obermühle Breitenau (Rittergut Oelsen)
- Clemensmühle oder Niedermühle Breitenau
- Niedergrundmühle (oder Krugmühle) Breitenau (Rittergut Oelsen)
- Hammer und Mühle Haselberg (Hammergut)
- Fischermühle oder Kappelmühle Hartmannsbach
- Bährmühle (früher Hänselmühle) Bad Gottleuba (Mühlenmuseum)
- Ehrlichmühle Hartmannsbach (Bad Gottleuba)
- Obere Ratsmühle oder Glasermühle Bad Gottleuba
- Untere Ratsmühle oder Linkesche Mühle Bad Gottleuba
- Hammergut und Mühle Giesenstein Bad Gottleuba
- Hammer Heynechberg und Hänselmühle (oder Rölligmühle) Berggießhübel
- Rosenwirthmühle Berggießhübel

- Oberhammer Berggießhübel

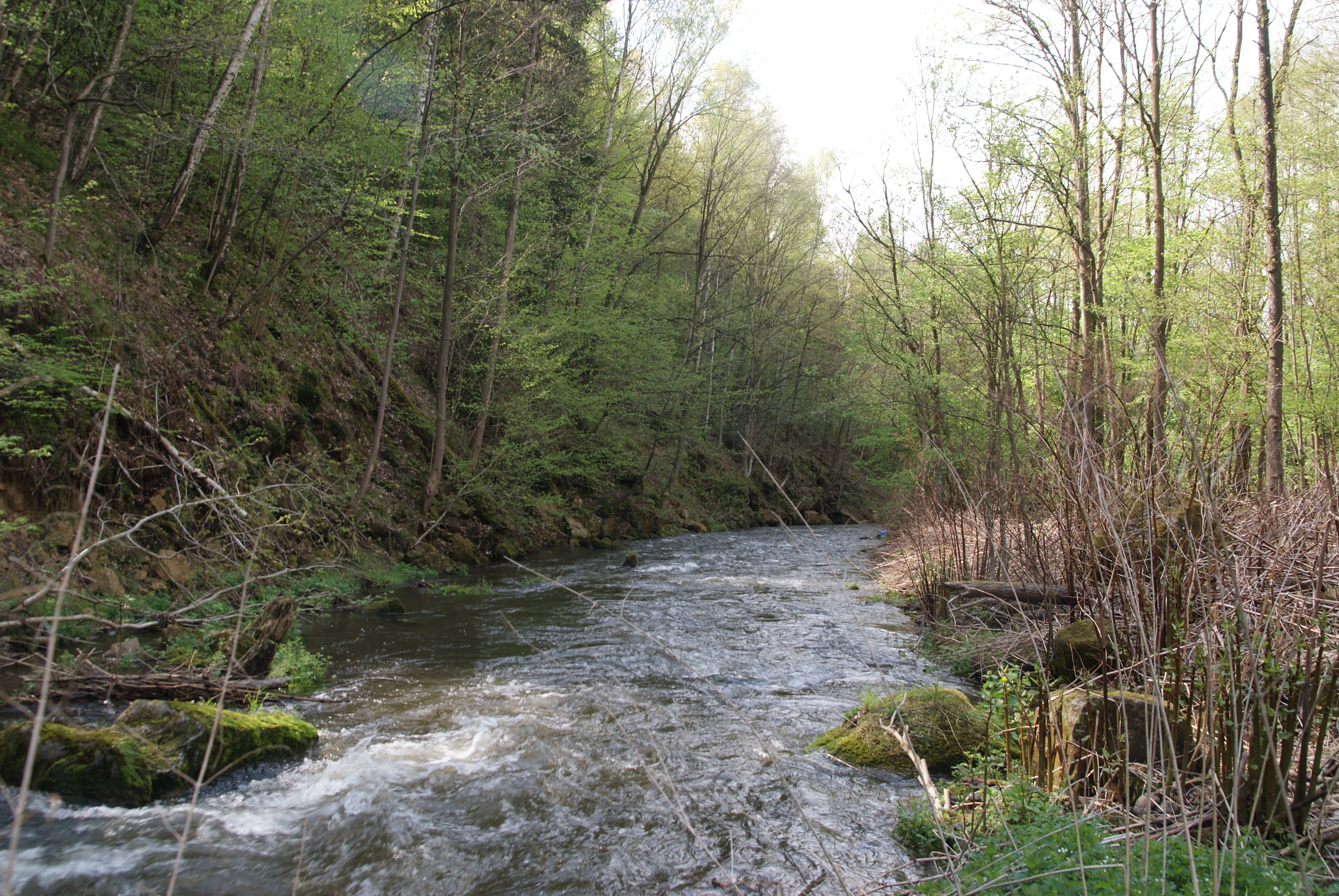
Die Gottleuba zwischen Langenhennersdorf und Neundorf

- Fuchsberg-Hammer und Eisenhammer (Einsiedelsches Eisenwerk) Berggießhübel
- Zwieselmühle Berggießhübel und Unterhammer Berggießhübel
- Papierfabrik Schmidt Langenhennersdorf
- Grundmühle oder Buschmühle Langenhennersdorf
- Heringmühle Langenhennersdorf
- Bährmühle Langenhennersdorf
- Pappenfabrik Zacharias Cotta
- Holzstofffabrik Lein Langenhennersdorf
- Höhnel- oder Protzemühle Cotta
- Brettschneidemühle Neundorf
- Neundorfer Mühle (Rittergut Rottwerndorf)
- Stegemühle Cotta
- Schlossmühle Rottwerndorf
- Kleine Mühle I Rottwerndorf
- Kleine Mühle II Rottwerndorf
- Walkmühle oder Tuchmachermühle Pirna
- Steinbohrwerk Pirna
- Kohlmühle Pirna
- Stadtschreibermühle auch Herrenmühle Pirna
- Niedermühle oder Kesemeisters Mühle Pirna